# Пасічник Артем Спиридонович
Арте́м Спиридо́нович Па́січник (нар. 31 грудня 1914 — пом. 11 березня 1940) — радянський військовик часів Другої світової війни, військовий комісар 2-ї ескадрильї 44-го винищувального авіаційного полку (54-та легка авіаційна бригада, 7-ма армія, Північно-Західний фронт), старший політрук. Герой Радянського Союзу (1940).

## Життєпис
Народився 31 грудня 1914 року в селі Байдакове Василівської волості Олександрійського повіту Херсонської губернії (нині — Онуфріївського району Кіровоградської області) в селянській родині. Українець. Закінчив 7 класів, працював діловодом Байдаківської сільської ради.
У лавах РСЧА перебував з 1931 по 1933 та з 1934 року. У 1937 році закінчив Сталінградську військову авіаційну школу льотчиків. Проходив службу в частинах ВПС Ленінградського військового округу.
Учасник радянсько-фінської війни 1939–1940 років. В умовах суворої карельської зими військовий комісар 2-ї ескадрильї 44-го винищувального авіаційного полку старший політрук А. С. Пасічник здійснив 95 бойових вильотів. 11 березня 1940 року повів свого винищувача І-15 на виручку двом пілотам, що здійснили вимушену посадку в глибокому тилу фінів. Під час взльоту літак Пасічника бів підбитий вогнем зенітної артилерії супротивника. Троє радянських пілотів прийняли бій на землі, в ході якого капітан П. С. Прийомов загинув, молодший лейтенант М. П. Тюрін застрелився, а старший політрук Пасічник важко пораненим потрапив у полон. Помер у полоні.
Похований у братській могилі на станції Горєлово Красносельского району Санкт-Петербурга.

## Нагороди
Указом Президії Верховної Ради СРСР від 7 квітня 1940 року «за зразкове виконання бойових завдань командування на фронті боротьби з фінською білогвардійщиною та виявлені при цьому відвагу і героїзм», старшому політрукові Пасічнику Артему Спиридоновичу присвоєне звання Героя Радянського Союзу (посмертно).